# Soojin Suh

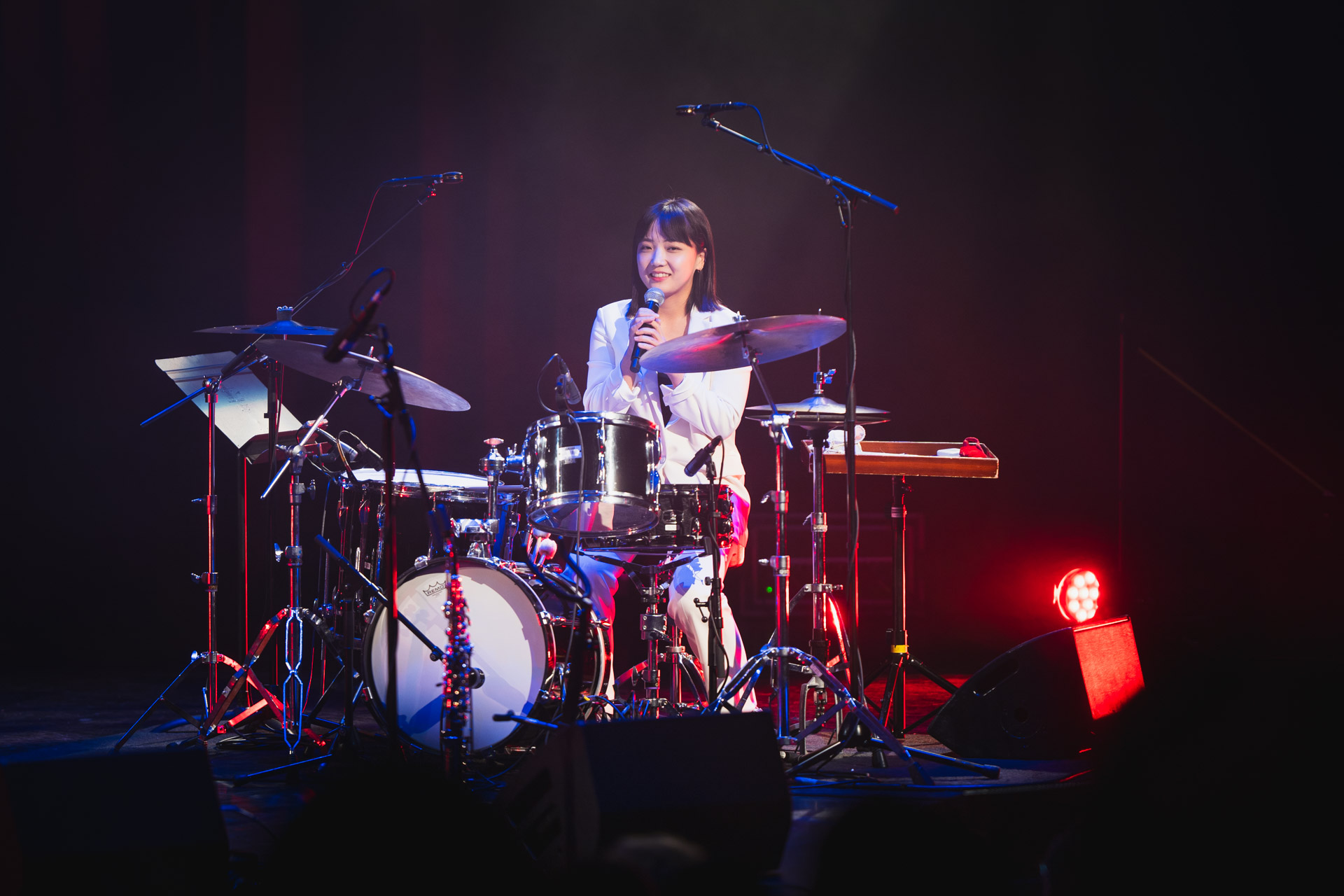
Soojin Suh 2023

Soojin Suh (* 1984 in Seoul) ist eine südkoreanische Jazzmusikerin (Schlagzeug, Komposition).

## Leben
Soojin Suh studierte ab dem fünften Lebensjahr klassisches Klavier und im Alter von 17 Jahren Schlagzeug. Den Bachelor-Abschluss erwarb sie am City College in New York. 2008 begann sie ihre berufliche Laufbahn als Musikerin. Nach ihrem Abschluss kehrte sie nach Seoul zurück und begann freiberuflich mit einem breiten Spektrum von Musikern zu arbeiten. Als Begleitmusikerin hat sie bei einer Reihe von Aufnahmen mit. Als Bandleaderin veröffentlichte sie 2014 ihr Debütalbum The Moon in Your Hand. Mit Suwuk Chung, Yulhee Kim und Sung Jae Son bildete sie das Near East Quartet, mit dem sie weltweit auf Tournee ging und 2018 das gleichnamige Album bei ECM vorlegte (ein früheres Album erschien 2010 unter dem Titel Chaosmos). 2018 erschien unter eigenem Namen das Album Strange Liberation (Mirrorball Music), das sie mit den Saxophonisten Sunjae Lee und Daniel Ko und dem Bassisten Hoo Kim eingespielt hatte. 
Mitte 2020 legte Suh in Triobesetzung mit Pianist Jaehun Kang und Bassist Young Hoo Kim die Produktion Colorist vor; die Idee hinter diesem Trio ist es, eine Gruppe zu haben, die dynamisch arbeitet und ihren „melodischen Atem“ mischt, ein Hauptkonzept der traditionellen koreanischen Musik. Laut Dave Sumner (Bandcamp Daily) bewegt sich Soojin Suhs Trio zwischen geradlinigen modernen Klaviertrio-Ausdrucksformen und solchen, die sowohl dem Free Jazz als auch dem Ambient-Minimalismus näher kommen. 2021 legte sie mit ihrem Chordless Quartet (mit Hoo Kim, Sunjae Lee, Daniel Ko) das Album Roots to Branches vor.